# Arrojadita-(KNa)
L'arrojadita-(KNa) és un mineral de la classe dels fosfats, que pertany al grup de l'arrojadita. Rep el seu nom del geòleg brasiler Miguel Arrojado Lisbôa, i de la refinició de l'espècie realitzada l'any 2005 per l'Associació Mineralògica Internacional.

## Característiques
L'arrojadita-(KNa) és un fosfat de fórmula química {KNa}{Na₂}{Ca}{Na₂◻}{Fe132+}{Al}(PO₄)11(HPO₄)(OH)₂. Cristal·litza en el sistema monoclínic. La seva localitat tipus es troba a Rapid Creek, al districte miner de Dawson (Yukon, Canadà). També se n'ha trobat aquesta espècie a les pegmatites de Malpensata, a la península de Piona (Lecco, Itàlia).
Segons la classificació de Nickel-Strunz, l'arrojadita-(KNa) pertany a «08.BF: Fosfats, etc. amb anions addicionals, sense H₂O, amb cations de mida mitjana i gran, (OH, etc.):RO₄ < 0,5:1» juntament amb els següents minerals: arrojadita-(KFe), dickinsonita-(KMnNa), sigismundita, arrojadita-(SrFe), arrojadita-(PbFe), fluorarrojadita-(BaFe), arrojadita-(NaFe), arrojadita-(BaNa), fluorarrojadita-(KNa), fluorarrojadita-(NaFe), samuelsonita, grifita i nabiasita.